# Wereldkampioenschap honkbal 2011
Het Wereldkampioenschap honkbal 2011 was de 39e editie van dit honkbaltoernooi. Het vond van 1 t/m 15 oktober plaats in Panama.
Drie landen hadden zich kandidaat gesteld voor deze editie, Panama, Taiwan en Venezuela. De overkoepelende organiserende federatie IBAF verkoos uiteindelijk Panama. Het toernooi werd gespeeld in stadions in vier steden, Aguadulce, Chitré, Panama-stad en Santiago.
De titelverdediger is de Verenigde Staten dat in 2009 voor de vierde keer de titel behaalde. De titel van 2011 ging voor het eerst naar Nederland dat in de finale recordkampioen Cuba (25 titels) met 2-1 versloeg. Nederland was het eerste Europese land dat de finale in toernooivorm bereikte en de tweede Europese wereldkampioen. De eerste Europese wereldkampioen was het Verenigd Koninkrijk dat in 1938 op de eerste editie (toen nog “Amateur World Series” geheten) de titel behaalde in een tweestrijd met de Verenigde Staten in het Verenigd Koninkrijk.

## Stadions
| Plaats      | Stadion                                   |
| ----------- | ----------------------------------------- |
| Aguadulce   | Estadio José Antonio Remón Cantera        |
| Chitré      | Estadio Rico Cedeño                       |
| Panama-Stad | Estadio Nacional de Panamá o El Rod Carew |
| Santiago    | Estadio Omar Torrijos Herrera             |

## Deelnemende landen
| Amerika                                                                                    | Europa                                 | Azië                    | Oceanië   | Afrika                  |
| ------------------------------------------------------------------------------------------ | -------------------------------------- | ----------------------- | --------- | ----------------------- |
| Canada Cuba Dominicaanse Republiek Nicaragua Panama Puerto Rico Verenigde Staten Venezuela | Duitsland Griekenland Italië Nederland | Japan Taiwan Zuid-Korea | Australië | geen vertegenwoordiging |

## Wedstrijden

### Eerste ronde
| # | Land             | Pnt | W | V | Beslissing |
| - | ---------------- | --- | - | - | ---------- |
| 1 | Canada           | 12  | 6 | 1 | 1-0        |
| 2 | Nederland        | 12  | 6 | 1 | 0-1        |
| 3 | Panama           | 10  | 5 | 2 |            |
| 4 | Verenigde Staten | 8   | 4 | 3 |            |
| 5 | Puerto Rico      | 6   | 3 | 4 |            |
| 6 | Japan            | 4   | 2 | 5 | 1-0        |
| 7 | Taiwan           | 4   | 2 | 5 | 0-1        |
| 8 | Griekenland      | 0   | 0 | 7 |            |

| Datum | Team 1           | Uitslag  | Team 2           |
| ----- | ---------------- | -------- | ---------------- |
| 01/10 | Panama           | 8-3      | Griekenland      |
| 02/10 | Puerto Rico      | 1-9      | Canada           |
| 02/10 | Nederland        | 2-1      | Taiwan           |
| 02/10 | Japan            | afgelast | Verenigde Staten |
|       |                  |          |                  |
| 03/10 | Canada           | 3-1      | Japan            |
| 03/10 | Nederland        | 19-0 (5) | Griekenland      |
| 03/10 | Taiwan           | 8-14     | Panama           |
| 03/10 | Verenigde Staten | 4-8 (10) | Puerto Rico      |
|       |                  |          |                  |
| 04/10 | Japan            | 2-5      | Nederland        |
| 04/10 | Griekenland      | 2-12     | Canada           |
| 04/10 | Panama           | 4-2      | Puerto Rico      |
| 04/10 | Taiwan           | 1-15 (7) | Verenigde Staten |
|       |                  |          |                  |
| 05/10 | Japan            | 3-7      | Verenigde Staten |
|       |                  |          |                  |
| 06/10 | Nederland        | 5-0      | Puerto Rico      |
| 06/10 | Verenigde Staten | 3-0      | Griekenland      |
| 06/10 | Japan            | 2-6      | Panama           |
| 06/10 | Canada           | 4-0      | Taiwan           |
|       |                  |          |                  |
| 07/10 | Japan            | 3-1      | Taiwan           |
| 07/10 | Puerto Rico      | 10-1     | Griekenland      |
| 07/10 | Canada           | 3-12     | Panama           |
| 07/10 | Verenigde Staten | 5-7      | Nederland        |
|       |                  |          |                  |
| 08/10 | Nederland        | 4-5 (11) | Canada           |
| 08/10 | Griekenland      | afgelast | Taiwan           |
| 08/10 | Panama           | afgelast | Verenigde Staten |
| 08/10 | Puerto Rico      | 6-0      | Japan            |
|       |                  |          |                  |
| 09/10 | Verenigde Staten | 1-6      | Canada           |
| 09/10 | Griekenland      | 4-9      | Japan            |
| 09/10 | Panama           | 3-7      | Nederland        |
| 09/10 | Taiwan           | 3-1      | Puerto Rico      |
|       |                  |          |                  |
| 10/10 | Griekenland      | 0-15 (6) | Taiwan           |
| 10/10 | Panama           | 0-5      | Verenigde Staten |

| # | Land                   | Pnt | W | V | Beslissing |
| - | ---------------------- | --- | - | - | ---------- |
| 1 | Cuba                   | 14  | 7 | 0 |            |
| 2 | Venezuela              | 10  | 5 | 2 | 1-0        |
| 3 | Zuid-Korea             | 10  | 5 | 2 | 0-1        |
| 4 | Australië              | 8   | 4 | 3 |            |
| 5 | Dominicaanse Republiek | 6   | 3 | 4 | 1-0        |
| 6 | Italië                 | 6   | 3 | 4 | 0-1        |
| 7 | Nicaragua              | 2   | 1 | 6 |            |
| 8 | Duitsland              | 0   | 0 | 7 |            |

| Datum | Team 1                 | Uitslag   | Team 2                 |
| ----- | ---------------------- | --------- | ---------------------- |
| 02/10 | Australië              | 0-14 (7)  | Cuba                   |
| 02/10 | Duitsland              | 4-5       | Nicaragua              |
| 02/10 | Venezuela              | 5-4       | Zuid-Korea             |
| 02/10 | Dominicaanse Republiek | 7-0       | Italië                 |
|       |                        |           |                        |
| 03/10 | Cuba                   | 3-0       | Dominicaanse Republiek |
| 03/10 | Italië                 | 7-0       | Australië              |
| 03/10 | Zuid-Korea             | 6-5 (10)  | Duitsland              |
| 03/10 | Nicaragua              | 2-5       | Venezuela              |
|       |                        |           |                        |
| 04/10 | Italië                 | 6-3       | Nicaragua              |
| 04/10 | Duitsland              | 2-13 (7)  | Dominicaanse Republiek |
| 04/10 | Zuid-Korea             | 8-0       | Australië              |
| 04/10 | Cuba                   | 14-2 (7)  | Venezuela              |
|       |                        |           |                        |
| 06/10 | Nicaragua              | 3-4       | Australië              |
| 06/10 | Venezuela              | 6-3       | Dominicaanse Republiek |
| 06/10 | Italië                 | 7-2       | Duitsland              |
| 06/10 | Cuba                   | 4-1       | Zuid-Korea             |
|       |                        |           |                        |
| 07/10 | Duitsland              | 5-10      | Venezuela              |
| 07/10 | Dominicaanse Republiek | 9-11 (10) | Australië              |
| 07/10 | Italië                 | 1-5       | Cuba                   |
| 07/10 | Zuid-Korea             | 6-4       | Nicaragua              |
|       |                        |           |                        |
| 08/10 | Australië              | 15-0 (5)  | Venezuela              |
| 08/10 | Cuba                   | 8-2       | Duitsland              |
| 08/10 | Zuid-Korea             | 4-0       | Italië                 |
| 08/10 | Nicaragua              | 16-1 (6)  | Dominicaanse Republiek |
|       |                        |           |                        |
| 09/10 | Australië              | 9-6       | Duitsland              |
| 09/10 | Venezuela              | 7-6       | Italië                 |
| 09/10 | Dominicaanse Republiek | 4-5       | Zuid-Korea             |
| 09/10 | Nicaragua              | 0-6       | Cuba                   |

### Tweede ronde
De wedstrijden van 11 oktober werden in Chitré en Santiago, die van 12 oktober in Aguadulce en Santiago en die van 14 oktober in Aguadulce en Panama-stad gespeeld.
| # | Land             | Pnt | W | V | Beslissing |
| - | ---------------- | --- | - | - | ---------- |
| 1 | Nederland        | 12  | 6 | 1 | 1-0        |
| 2 | Cuba             | 12  | 6 | 1 | 0-1        |
| 3 | Canada           | 8   | 4 | 3 | 1-0        |
| 4 | Verenigde Staten | 8   | 4 | 3 | 0-1        |
| 5 | Australië        | 6   | 3 | 4 |            |
| 6 | Zuid-Korea       | 4   | 2 | 5 | 1-0        |
| 7 | Panama           | 4   | 2 | 5 | 0-1        |
| 8 | Venezuela        | 2   | 1 | 6 |            |

| Datum | Team 1                           | Uitslag                          | Team 2                           |
| ----- | -------------------------------- | -------------------------------- | -------------------------------- |
| 11/10 | Nederland                        | 5-1                              | Zuid-Korea                       |
| 11/10 | Canada                           | 0-7                              | Australië                        |
| 11/10 | Cuba                             | 8-7                              | Verenigde Staten                 |
| 11/10 | Venezuela                        | 4-11                             | Panama                           |
| 12/10 | Programma afgelast vanwege regen | Programma afgelast vanwege regen | Programma afgelast vanwege regen |
| 13/10 | Canada                           | 7-0 (7)                          | Venezuela                        |
| 13/10 | Verenigde Staten                 | 2-1 (7)                          | Australië                        |
| 13/10 | Nederland                        | 2-1 (*)                          | Australië                        |
| 13/10 | Canada                           | 4-0 (7) (*)                      | Zuid-Korea                       |
| 13/10 | Panama                           | 4-5 (7)                          | Zuid-Korea                       |
| 13/10 | Cuba                             | 1-4 (7)                          | Nederland                        |
| 14/10 | Zuid-Korea                       | 1-3 (7)                          | Verenigde Staten                 |
| 14/10 | Panama                           | 4-5 (8)                          | Australië                        |
| 14/10 | Venezuela                        | 4-7 (7) (*)                      | Verenigde Staten                 |
| 14/10 | Cuba                             | 7-2 (7) (*)                      | Panama                           |
| 14/10 | Canada                           | 2-8 (7)                          | Cuba                             |
| 14/10 | Venezuela                        | 2-12 (7)                         | Nederland                        |

## Plaatsingwedstrijden
| Datum | Plaatsbepaling | Team 1    | Uitslag         | Team 2           | Speelstad   |
| ----- | -------------- | --------- | --------------- | ---------------- | ----------- |
| 15/10 | 7e/8e plaats   | Panama    | 2-8             | Venezuela        | Aguadulce   |
| 15/10 | 5e/6e plaats   | Australië | 3-2             | Zuid-Korea       | Chitré      |
| 15/10 | 3e/4e plaats   | Canada    | niet gespeeld * | Verenigde Staten | Panama-stad |
| 15/10 | 1e/2e plaats   | Nederland | 2-1             | Cuba             | Panama-stad |

* De wedstrijd om de derde plaats werd niet gespeeld in verband met de toestand van het veld, waarop (naar oordeel van de wedstrijdleiding) geen twee wedstrijden op dezelfde dag konden worden gespeeld. Beide landen kregen de bronzen medaille toebedeeld.

## Nederlandse selectie
| Foto | Naam                 | positie        | geboren           | slaat  | gooit  | vereniging              |
| ---- | -------------------- | -------------- | ----------------- | ------ | ------ | ----------------------- |
|      | Arshwin Asjes        | werper         | 18 februari 1990  | rechts | rechts | DOOR Neptunus           |
|      | David Bergman        | werper         | 16 augustus 1981  | rechts | rechts | Corendon Kinheim        |
|      | Xander Bogaerts      | korte stop     | 10 oktober 1992   | rechts | rechts | Greenville Drive        |
|      | Leon Boyd            | werper         | 30 augustus 1983  | rechts | rechts | Burnaby Bulldogs        |
|      | Rob Cordemans        | werper         | 31 oktober 1974   | rechts | rechts | Amsterdam Pirates       |
|      | Shaldimar Daantji    | buitenvelder   | 4 mei 1984        | rechts | rechts | DOOR Neptunus           |
|      | Berry van Driel      | werper         | 26 december 1984  | rechts | rechts | DOOR Neptunus           |
|      | Bryan Engelhardt     | buitenvelder   | 10 januari 1982   | links  | links  | Corendon Kinheim        |
|      | Mariekson Gregorius  | korte stop     | 18 februari 1990  | links  | rechts | Billings Mustangs       |
|      | Sidney de Jong       | achtervanger   | 14 april 1979     | rechts | rechts | Amsterdam Pirates       |
|      | Dwayne Kemp          | tweede honkman | 24 februari 1988  | rechts | rechts | DOOR Neptunus           |
|      | Diego Markwell       | werper         | 8 augustus 1980   | -      | links  | DOOR Neptunus           |
|      | Shairon Martis       | werper         | 30 maart 1987     | rechts | rechts | Columbus Clippers       |
|      | Bas Nooij            | achtervanger   | 27 november 1987  | rechts | rechts | Amsterdam Pirates       |
|      | Danny Rombley        | buitenvelder   | 26 november 1979  | rechts | rechts | UVV                     |
|      | Vince Rooi           | derde honkman  | 13 december 1981  | rechts | rechts | Amsterdam Pirates       |
|      | Kalian Sams          | buitenvelder   | 15 augustus 1986  | rechts | rechts | Everett AquaSox         |
|      | Jonathan Schoop      | derde honkman  | 16 oktober 1991   | rechts | rechts | Frederick Keys          |
|      | Sharlon Schoop       | korte stop     | 15 april 1987     | switch | rechts | Connecticut Defenders   |
|      | Curt Smith           | eerste honkman | 9 september 1986  | rechts | rechts | Lincoln Saltdogs        |
|      | Tom Stuifbergen      | werper         | 26 september 1988 | rechts | rechts | Elizabethton Twins      |
|      | Juan Carlos Sulbaran | werper         | 9 november 1989   | rechts | rechts | Dayton Dragons          |
|      | Orlando Yntema       | werper         | 21 februari 1986  | rechts | rechts | UVV                     |
|      | Shawn Zarraga        | achtervanger   | 21 januari 1989   | rechts | rechts | Brevard County Manatees |